# Generation Kill
Generation Kill  è un libro di Evan Wright pubblicato per la prima volta nel 2004.
Il testo racconta le esperienze irachene di Wright in qualità di giornalista di Rolling Stone affiancato al primo battaglione di ricognizione del Corpo dei Marines degli Stati Uniti durante i primi mesi dell'invasione dell'Iraq del 2003.
Dal libro è stata tratta una miniserie omonima in sette episodi prodotta da HBO Films.

## Edizioni
- Evan Wright, Generation Kill. Il vero volto della guerra in Iraq, Gremese Editore, 2009, ISBN 978-88-844-0612-5
- Evan Wright, Generation Kill. Da Nasiriyah a Baghdad, Gremese Editore, 2011, ISBN 978-88-844-0696-5